# Afonso Salmerón
Afonso Salmerón ou Alfonso Salmerón S.J. ou Alphonsus Salmeron, (Toledo, Espanha, 8 de setembro de 1515 - Nápoles, Itália, 13 de fevereiro de 1585),  foi um dos primeiros jesuítas, teólogo e erudito exegeta da Bíblia durante o período da Reforma Católica.

## Biografia
Alfonso estudou literatura e filosofia em Alcalá de Henares e filosofia e teologia na Sorbonne em Paris. Através de Diego Laynez fez contato com Santo Ignacio de Loyola. Depois, junto com o referido Laínez, São Pedro Fabro, Simão Rodrigues, Nicolás de Bobadilla e São Francisco Javier será um dos seis primeiros companheiros de Ignacio de Loyola na fundação da Companhia de Jesus.
Depois de fazerem os votos em 1534, durante a Quaresma de 1540, os sete companheiros, acompanhados pelos franceses Claudio Jayo, Juan Coduri e Pascasio Broët, foram a Roma, onde o Papa lhes concedeu dispensa para receber as ordens sagradas assim que atingirá a idade canônica.
Salmerón se dedicou na cidade de Siena aos pobres e às crianças. Em 22 de abril de 1541, ele pronunciou seus votos como membro da Companhia de Jesus. No outono de 1541, Paulo III enviou Salmerón e Broët como núncios apostólicos para a Irlanda.
Salmerón e Broët participaram do conselho em Bolonha em 1547. Em 1549, ele obteve seu doutorado na Universidade de Bolonha, sendo convidado por Guilherme IV da Baviera para lecionar em Ingolstadt. Em 1550, quando o duque Guillerme morreu, ele retornou a Verona.
Em 1551 ele foi enviado a Nápoles para inaugurar o primeiro colégio da empresa lá. Na época, ele é enviado ao Concílio de Trento como teólogo de Júlio III.

## Trabalhos
Os principais escritos de Salmeron são seus dezesseis volumes de comentários das Escrituras: onze sobre os Evangelhos, um sobre os Atos e quatro sobre as Epístolas Paulinas. Southwell diz que esses dezesseis volumes foram impressos por Sanchez, Madrid, de 1597 a 1602; em Brescia, 1601; em Colônia, de 1602 a 1604, Sommervogel (Bibliothèque de la C. de J. , VII, 479) traçou apenas doze tomos da edição de Madrid - o onze dos Evangelhos e um dos comentários paulinos. Os volumes dos Evangelhos são intitulados, Alfonsi Salmeronis Toletani, e Societate Jusu Theologi, Commentarii in Evangelicam Historiam et in Acta Apostolorum, in duodecim tomos distributi (Madrid, 1598–1601). A primeira edição de Colônia, junto com a segunda (1612–15), são consideradas completas. Esses comentários volumosos são as exposições populares e universitárias que Salmeron fez durante seus dias de pregação e ensino. Na velhice, ele reuniu suas notas, as revisou e deixou seus volumes prontos para publicação póstuma por Bartholomew Pérez de Nueros. Hartmann Grisar (Jacobi Lainez Disputationes Tridentinae, I, 53) pensa que o comentário sobre Atos é obra de Perez; Braunsberger (Canisii epist., III, 448) e os editores de Monumenta Historica SJ (Epistolae Salmeron , I, xxx) discordam de Grisar.
Ele era conhecido por sua devoção à Igreja, sua fortaleza, prudência e magnanimidade. Os Atos do Concílio de Trento mostram que ele exerceu uma tremenda influência ali por sua vota em questões como a justificação, a Sagrada Eucaristia, a penitência, o purgatório, as indulgências, o Sacrifício da Missa, o matrimônio e a origem da jurisdição episcopal.